# جواز سفر مدغشقري
جواز سفر مدغشقري هو وثيقة رسمية تصدر لمواطني مدغشقر، للسفر الدولي. اعتبارًا من 2 يوليو 2019 كان مواطنو مدغشقر يتمتعون بدخول 52 دولة وإقليم بدون تأشيرة أو تأشيرة عند الوصول مما جعل جواز سفر مدغشقر يحتل المرتبة 91 من حيث حرية السفر وفقًا مؤشر هينلي لجوازات السفر.